# Гологорлый бананоед
Гологорлый бананоед (лат. Crinifer personatus) — вид птиц из семейства тураковых.

## Описание
Длина тела составляет до 50 см. У взрослых птиц серое оперение, брюхо и голова белые. На голове серый хохол, поднимающийся при беспокойстве. Лицо бесперое и чёрное, хвост длинный и серый. Крик звучит как «гаар-варр».

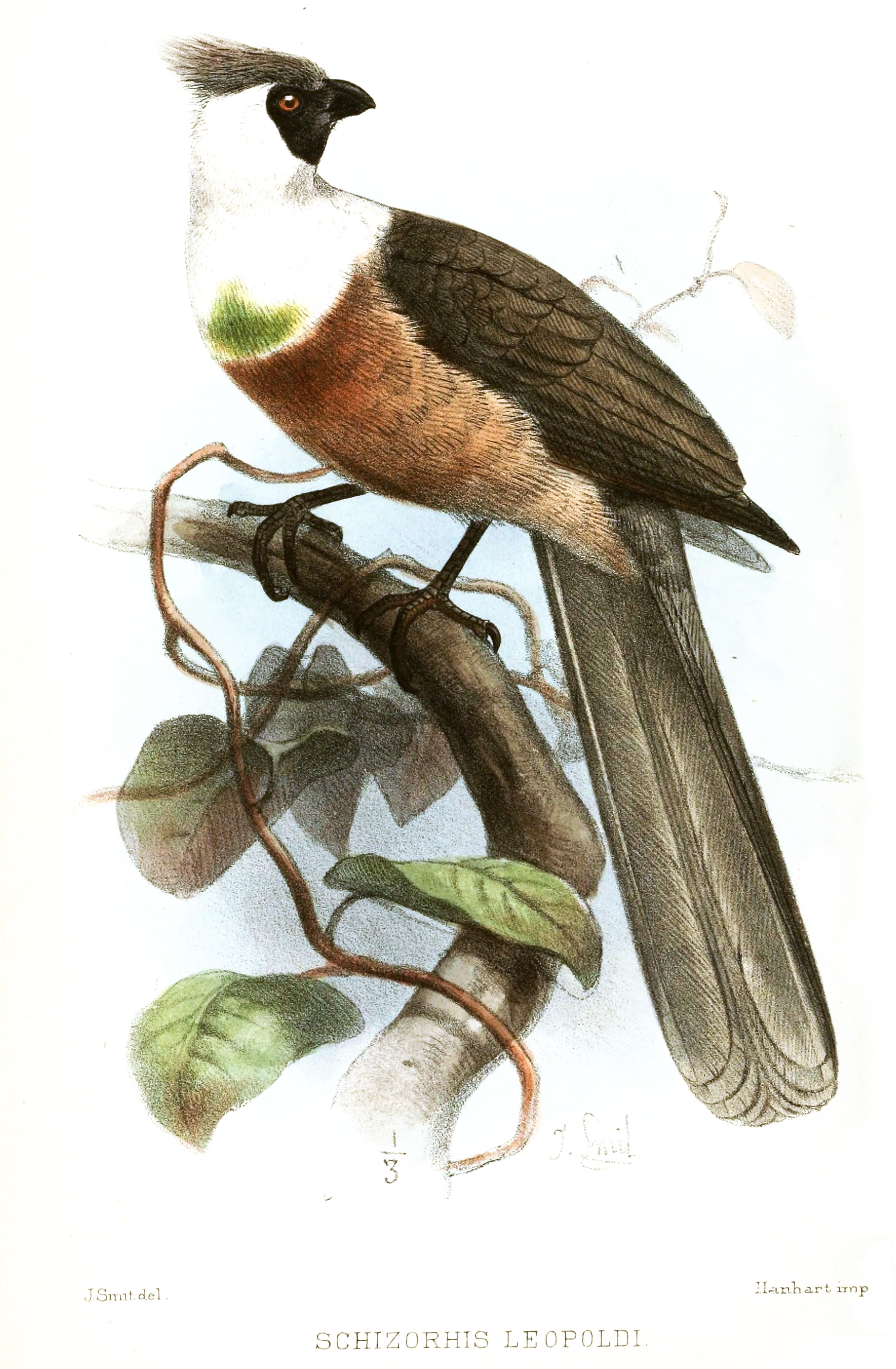
Иллюстрация
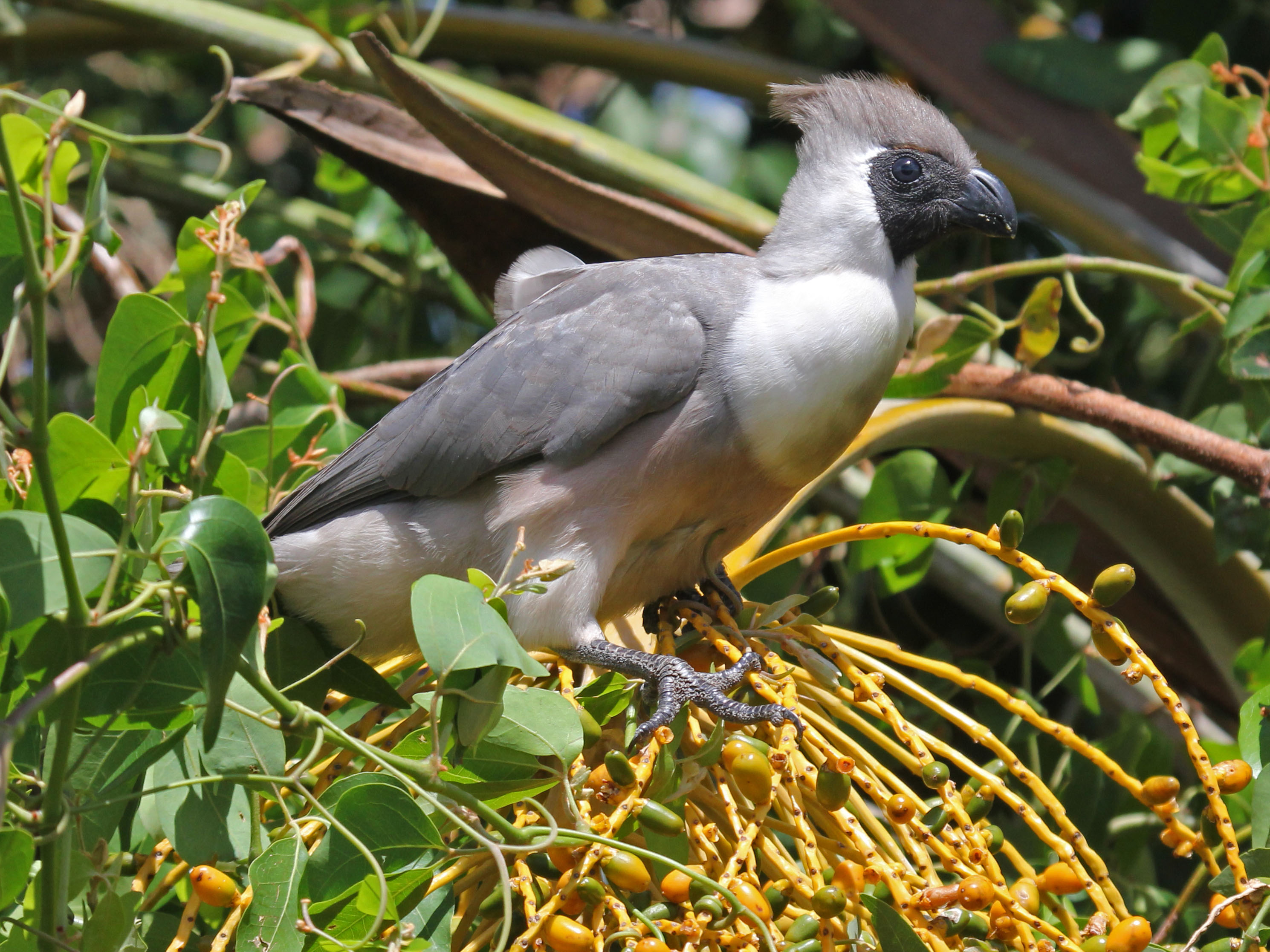
Гологорлый бананоед в Руанде
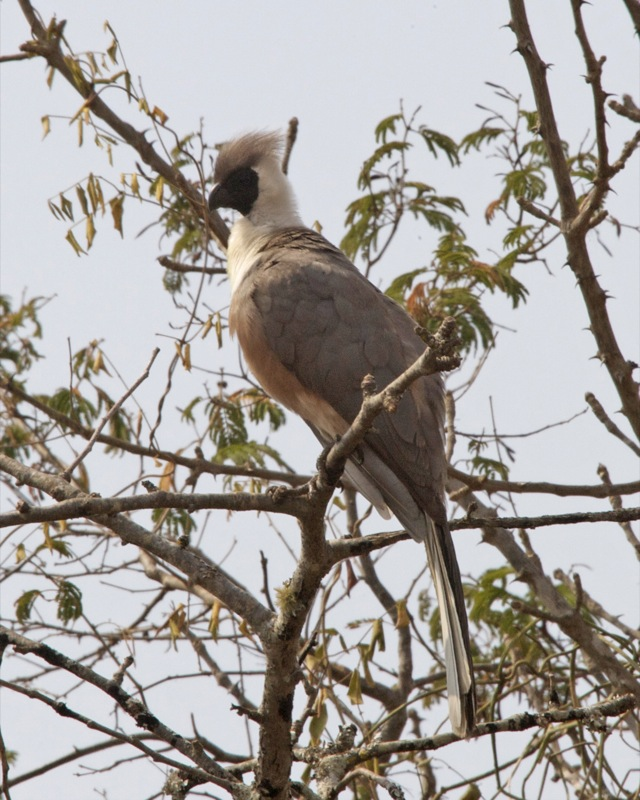
Гологорлый бананоед в Кении

## Образ жизни
Птицы общительны и питаются ягодами, прежде всего, Grewia bicolor, почками и семенами желтокорой акации и плодами. В поисках корма они ловко пробираются сквозь густые колючие кустарники. Птицы часто кочуют в своей области распространения.

## Размножение
Вид гнездится в Эфиопии в марте, на юге Уганды — в мае и с сентября по ноябрь, в Танзании — с мая по октябрь и на севере Малави — в октябре. Своё гнездо из свободно переплетённых веток и травы птицы строят в развилинах акаций, чаще на высоте примерно 5 м. В кладке от 2-х до 3-х белых яиц, высиживают которые обе родительские птицы.

## Распространение
Вид распространён на востоке Африки, в эфиопской части Великой рифтовой долины, в Уганде, на западе и юге Кении, в западной и центральной Танзании, в восточной Руанде и Бурунди и на крайнем севере Малави, на северо-востоке Замбии и на юго-востоке Демократической республики Конго. Обитает в засушливых ландшафтах, держась, прежде всего, в поросших акациями саваннах. В горах этот вид встречается на высоте до 1850 м, иногда также до 2000 м над уровнем моря.

## Классификация
Выделяют 2 подвида:
- Crinifer personatus personatus (Rüppell, 1842) — в Эфиопии
- Crinifer personatus leopoldi (Shelley, 1881) — в остальной части ареала